# 天体物理データシステム
天体物理データシステム（Astrophysics Data System、ADS）とは、アメリカ航空宇宙局（NASA）が開発した、査読付き、査読なし合わせて1250万以上の天文学及び物理学の論文を収集している、オンラインデータベースである。大部分の文献の要旨部分と、古い文献についてはGIF形式及びPDF形式により全部を静止画像化したデータを、無料で閲覧することができる。新しい文献については、掲載雑誌のウェブサイトが提供する電子版へのリンクが提示され、それらの電子版は通常、購読者（天文学の研究機関であれば概ね購読している）のみが閲覧できる。システムの運営は、ハーバード・スミソニアン天体物理学センターが行なっている。
ADSは、強力な調査・研究用のツールで、1992年の立ち上げ以来、天文学研究の効率化に多大な影響を与えている。以前は数日、或いは数週間を要していた文献の捜索が、天文学上の要請に合わせて作られたADSの検索エンジンを使えば数秒で済む。ADSが天文学にもたらした経済効果は、年間数百万ドルにも及び、天文学論文の読者を3倍に増加させたとする試算もある。
ADSは、世界中の天文学者が当たり前に利用するようになり、ADSの利用統計は、現在の天文学研究の世界的な傾向を分析することにも活用される。それらの研究によると、天文学者が行なう研究の量は、天文学者が活動拠点とする国家の経済規模（GDP）と相関があり、国内にいる天文学者の人数がその国のGDPに比例しており、従って、ある国で行なわれている天文学研究の総量は、その国のGDPの2乗をその国の人口で割った数値に比例するとされる。

## 沿革
ADSの開発は1980年代末、NASAの各宇宙センター・研究所でバラバラに保有し頒布していた各種のデータベースをネットワークで統合し、一括して利用できるシステムの構築を目的として始まった。そして、1992年までには、インターネットの基礎となった草創期の情報通信技術を用いて、データベースを統合し電子目録化したシステムが構築され、天文学者はより広い研究分野のデータを横断的かつ効率的に見ることができるようになった。
一方、天文学において（他の学問分野でも同様だが）長年研究者の頭を悩ませ続けてきたのは、主要な学術雑誌に掲載される論文の数が増え続け、読み切れない最新の研究成果が多くなってゆくことであった。1987年にガーヒング・バイ・ミュンヘンで開かれた「大規模データベースによる天文学」研究会で、自然言語で扱える電子化された論文要旨のデータベースを構築する、という要望が初めて議論された。翌1988年には、現在のADSの原型となる、天体物理学の論文要旨にアクセスする電子システムが開発され、40本の論文を含むデータベースとして概念実証に供された。
1991年にはワシントンD.C.で、「天文学におけるオンライン文献」研究会が開かれ、論文要旨データベースを、太陽系外のあらゆる天体の名称に関するカタログを内包するデータベースSIMBADや、論文の引用情報の索引であるScience Citation Indexとどう連結し、ある天体に関して執筆された論文を全て検索できるシステムを構築するかが議論された。また、NASA国立宇宙科学データセンターが静止画像化した論文のデータベースを作成することや、NASAが保有する論文要旨データの提供なども提唱された。
ここで、NASAの論文要旨データをSIMBADや電子化論文データと結び付けるのに、ADSが構築したネットワーク技術が用いられた。1992年には、論文要旨頒布サービスを推進し、そのシステムには現在のADSの原型となる論文要旨データベースを採用することも決まった。その年の秋に、論文要旨データベースのシステムが完成し、1993年2月にはADSのネットワークシステムで公開された。公開が始まると間もなく、論文要旨頒布サービスがADSの利用の過半を占めるようになった。
1993年の夏には、ADSデータベースとSIMBADデータベースの接続が完了し、天体名での論文検索が格段に便利となった。ADSとSIMBADの接続は、インターネットを介して北米とヨーロッパの科学データベースが同期して供用された、世界初の事例と考えられる。当初、ADSのサービスは専用のネットワークソフトウェアを通じて利用するシステムであったが、1994年初頭には、当時普及し始めていたWorld Wide Webに移行した。ウェブサービスが導入されて1か月で、ADSの利用者は4倍にも増えた。
最初、ADS経由の論文は、紙の論文を静止画像化したビットマップ画像で提供されていたが、1995年に"Astrophysical Journal"がオンライン版を提供しはじめると、"Astronomy & Astrophysics"、"Monthly Notices of the Royal Astronomical Observatory"といった主要雑誌がそれに続いた。ADSは、電子版の論文の登場初期から論文へのリンクを提供している。1995年以来、ADSの利用者数は毎年およそ2倍に増加している。ADSは現在、殆どの天文学分野の学術雑誌から論文要旨の提供を受けている。19世紀初頭以降の静止画像化した論文800万本以上が、ADSで閲覧できる。ADSのサービスは全世界に頒布され、4大陸11ヶ国に12のミラーサイトがあり、データベースの差分だけを更新することができるソフトウェアrsyncによって毎週更新し、内容の同期をとっている。更新のタイミングは本部が支持するが、更新プログラムは各ミラーサイトで実行され、ADSのメインサーバから更新データを取得する方法をとっている。

## データ

M101に関する論文は、1850年からの2,625本がADSで閲覧できる。

論文は、書誌情報によってデータベース内で目録化され、掲載雑誌の出版に関する詳細や、著者一覧、参考文献、引用先など関連する様々なメタデータを含んでいる。これらのデータは、元々ASCII方式で蓄積されていたが、2000年にはデータベース管理上の要請から全ての記録をXML（Extensible Markup Language）化した。書誌情報は、XMLの要素として、様々なメタデータはその子要素として、記憶されている。
学術雑誌の電子版が始まって以来、論文要旨は論文出版当日かそれ以前にADSに転送され、全文は学術雑誌の購読者に対して提供されている。古い論文は静止画像化され、論文要旨は光学文字認識ソフトウェアを使って生成されている。概ね、1995年以前の論文は、発行者の許諾により全文を無料で閲覧することができる。
静止画像化された論文は、2通りの解像度のTIFF型式で記憶され、計算機の画面上に呼び出された時はGIFファイルに変換して表示され、印刷する際にはPDFかPostScriptファイルに変換される。生成されたファイルは、関心の高い論文の生成が必要以上に繰り返し実行されるのを防ぐため、キャッシュに格納される。2000年にはADSは、138,789本の論文の1,128,955ページに及ぶ画像で、250GBのデータを保持していた。2014年9月現在、データ量は要旨と索引だけで250GB、画像化した論文データを含めると2TBに増え、2016年には3TBに達し、更に巨大化することが想定される。
データベースは最初、天文学に関する文献だけを扱っていたが、現在は天文学（惑星科学、太陽物理学を含む）、物理学（装置開発、地球物理学を含む）、arXivによるプレプリントと、3つのデータベースを合わせて扱っている。その中では天文学のデータベースが最も発展しており、ADSの利用全体のおよそ85%は天文学の論文に関するものである。論文は、掲載雑誌よりもテーマによってどのデータベースに振り分けられるかが判断され、同じ雑誌の論文が3つのデータベースに分かれていることも珍しくない。データベースを分けることで、それぞれの分野における検索の適切化が可能となり、検索語句にはデータベースによって、その分野での使用頻度に応じて自動的に異なる重み付けがなされる。
主に物理学と天文学のプレプリントを収める、arXivのアーカイブデータは日々更新される。プレプリントサーバの誕生は、正式に発行される数週間から数ヶ月前に論文を読むことができるため、ADSと同様に、天文学の研究の進展に大きな影響を与えた。arXivのプレプリントを編入することで、ADSの検索エンジンはより新しい研究成果を示すことができるようになったが、プレプリントには、主要学術雑誌では必ず行われる査読や校正を経ていないものもあるので、注意が必要である。ADSのデータベースは、プレプリントでも可能な限り雑誌に掲載される予定の論文へリンクするようにしており、引用先や参考文献検索ではプレプリントが引用された論文の本論文が示される場合もある。

## ソフトウェア・ハードウェア
システム上で実行されるソフトウェアは、ADSの為に特別にプログラムされたもので、天文学上の要請に応えた、一般的なデータベース用ソフトウェアにはない様々な設定の調整が可能となっている。スクリプトは、できるだけプラットフォームに依存しないように設計され、世界中の異なる環境でミラーリングを容易にしているが、天文学関係ではオペレーティングシステムとしてLinuxの利用が多くなっており、Linux環境へのインストールに最適化したプログラムとなる傾向にある。
ADSのメインサーバは、マサチューセッツ州ケンブリッジのハーバード・スミソニアン天体物理学センターに置かれ、2つの64ビットクアッドコアCPU（3.0GHz）と、64GBのRAMを搭載した、x86システムのサーバを、CentOS 6.4で運用している。ミラーサイトは、チリ、中国、フランス、ドイツ、インド、インドネシア、日本、ロシア、南アフリカ、ウクライナ、イギリスに置かれている。

## 索引
ADSは、200近い学術雑誌から論文要旨又は目次を提供されている。同じ論文について複数の情報源からデータを取得し、各情報源から最も確度の高いデータに基づいて一つの書誌情報を作成する。殆どの学術雑誌がTeXやLaTeXを常用しているので、書誌データをシステム内で標準化したフォーマットに統一するのは容易となっており、HTML言語に取り込んでウェブ用の文献とすることもまた簡単である。書誌データを取り込み、整理し、標準化する作業は、Perlスクリプトで行われている。
ところが、著者名を「名字, イニシャル」という標準的な書式に変換することは、一見平凡な作業だが、実際には世界中に多種多様な命名の慣例があり、同じ語が名であることもミドルネームであることも名字であることもあるなど、自動化は簡単ではない。名前を正確に変換するには、天文学で活動している著者の名前に対する詳しい知識が必要で、ADSは著者名の大規模なデータベースを保持し、それをデータベースの検索にも活用している（後述）。
電子版の論文では、末尾にある参考文献の一覧を簡単に抜粋することができる。静止画像化した論文では、参考文献の抜粋は光学文字認識に頼ることになる。そうして、各論文について参考文献と引用先の一覧がデータベース化される。引用先一覧は、かつてはデータベースに欠けている有名論文の特定に使われ、多くは1975年以前のものだったそれらの論文は、データベースに追加されていった。

## 守備範囲
データベースには現在、1250万本を超える論文が収められている。"Astrophysical Journal"、"Astronomical Journal"、"Astronomy & Astrophysics"、"Publications of the Astronomical Society of the Pacific"、"Monthly Notices of the Royal Astronomical Society"といった天文学の主要学術雑誌は、第1巻から現在に至る全ての論文が網羅されている。これらの学術雑誌は、データベース中の論文のおよそ3分の2を占め、残りは全世界の100を超えるその他の学術雑誌の論文や研究会の集録などとなっている。
データベースは主要学術雑誌の全て、その他の学術雑誌の多くの内容を収めているが、参考文献や引用先に関するデータはそれに比べると不十分である。主要学術雑誌内にある参考文献、引用先はほぼ完全だが、「私信」、「印刷中」、「準備中」などとされた出典には一致しないものもあり、著者自身が参考文献を誤っている可能性もある。また、天文学の論文であっても、化学、数学、生物学などの分野の論文に引用される場合があり、それはADSの守備範囲外となる。

## 検索エンジン

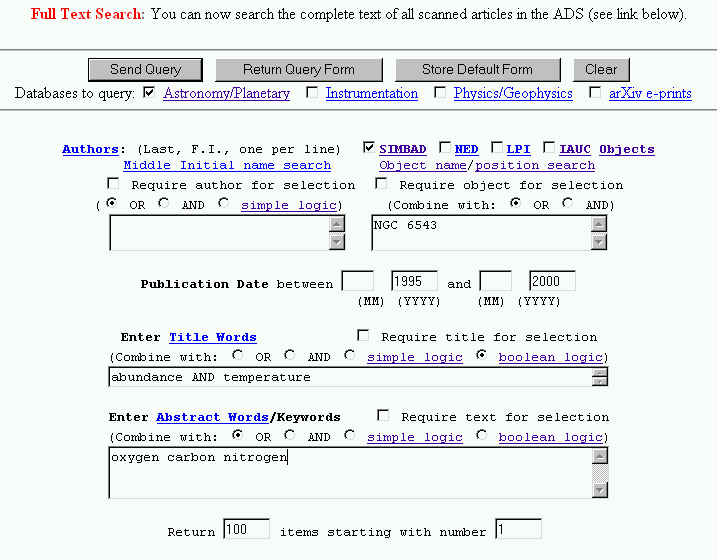
ADS検索サービスのスクリーンショット。天体、題名、要旨とフィルターを複合させた検索の一例。

サービス開始以来、ADSは論文要旨と天体のデータベースを検索する、複雑な検索エンジンを開発してきた。検索エンジンは、天文学の論文要旨を検索するのに適切な調整がなされ、そのプログラムとユーザインターフェースは、利用者が天文学に精通し、往々にして最も適切な論文よりも多くの論文を提示する検索結果を適当に解釈できるとの前提に立って作られている。データベースは、著者名、天体名、題名の語句、要旨の語句で検索し、その中でいくつかの基準に合致する結果だけを抽出することができる。検索ではまず、同義語・別称を拾い集め、検索語句を単純化し、その上で「転置ファイル」を生成し、全ての検索語句に適合する全ての文献の一覧を作る。その転置ファイルに、利用者が選択した論理とフィルターを当てはめ、最終的な検索結果を生成する。

### 著者名検索
データベースは、名字とイニシャルによって著者名に索引を付け、綴りの異形・ゆらぎも一覧化し、考慮に入れている。これは、ウムラウトのような表記を含んだり、アラビア文字、キリル文字などからの翻字をした名前などではよくあることである。著者名の表記ゆらぎの一覧としては、例えば次のようなものがある。
AFANASJEV, V
AFANAS’EV, V
AFANAS’IEV, V
AFANASEV, V
AFANASYEV, V
AFANS’IEV, V
AFANSEV, V

### 天体名検索
特定の天体に関する論文を検索できる機能は、ADSの特に優れた点の一つである。データベースは、SIMBAD、NASA/IPAC Extragalactic Database（NED）、IAUサーキュラー、月惑星研究所（LPI）からデータを取得し、名称を入力した天体はもちろん、赤経・赤緯の座標とそれを中心とする半径の指定で規定される天域にある天体についても、関連する論文を検索することができる。これらのデータベースは、ある天体について数多くのカタログに記載される他の名称を繋ぎ合わせることができるので、例えば"Pleiades"で検索すると、これはおうし座の有名な散開星団で"M45"、"Seven Sisters"、"Melotte 22"などカタログによって様々な呼び名があるが、そのどれを採用している論文も探すことができる。

### 題名・要旨検索
検索エンジンはまず、検索語句にいくつかの処理を施す。"M"の後にスペースかハイフンが続くと、それは無視するので、メシエカタログの天体を検索する場合、利用者は"M45"、"M 45"、"M-45"のどれを入力しても同じ検索結果が得られる。同様に、NGC天体や、"Shoemaker Levy"、"T Tauri"などの頻繁に検索される語句も、スペースは除かれる。前置詞や接続詞などの、あまり意味のない単語も除かれるが、大文字小文字の区別によって必要になる場合もある。例えば、"and"は無視されるが、"And"は"Andromeda"に変換され、"her"は無視されるが、"Her"は"Herculis"に変換される。

### 同義語の置換
データベースは、一旦予備的な検索を行ない、その後同義語の置換など検索語句に修正を施して検索する。単数形と複数形の両方を検索するといった単純な修正はもちろん、ADSでは数多くの天文学ならではの同義語も、置換して検索する。例えば、"spctrograph"と"spectroscope"は基本的に同じ意味だし、天文学では"metalicity"と"abundance"も同義である。ADSの同義語一覧は、人の手で、データベース内にある単語で意味が似通っているものをグループ化して一覧にすることで、作成している。
ADSは、英語の同義語だけでなく、他言語を英語に翻訳して検索することも行っており、例えばフランス語である"soleil"を入力すると、"sun"に関する論文を検索する。逆に、英語の入力で英語以外で書かれた論文も検索することができる。
必要ならば、同義語の置換はやめることができ、使用頻度の低い語句を、一般的に使われる同義語と分けて検索することもできる（例えば、"date"ではなく"dateline"で検索するなど）。

### 論理選択
検索エンジンは、項目内と項目間のどちらにも、検索条件の論理を選択することができる。各項目の複数の検索語句を"OR"、"AND"、単純論理、ブール論理のいずれで結ぶことも、どの検索項目が合致することを必須とするかを指定することもできる。これによって、複雑な検索を行うことが出来る。例えば、
- Objects

(Combined with: OR)
NGC 6543
NGC 7009
- Title Words

(Combined with: boolean logic)
(radius OR velocity) AND NOT (abundance OR temperature)
という条件で検索すると、「NGC 6543またはNGC 7009」を対象天体に含み、題名には「radius または velocity を含み、かつ、abundance または temperature を含まない」論文を検索することができる。

### 検索結果の条件付き抽出
検索結果は、いくつかの条件に合致するものを抽出して表示することができる。条件としては、発表年について、例えば"1945"から"1975"まで、"2000"から現在まで、"1900"以前など、論文の種類について、研究会の集録などの査読なし論文を除く、或いは査読なし論文だけを検索するなど、更には特定の学術雑誌について含める／含めないといった条件を設定できる。

## 検索結果

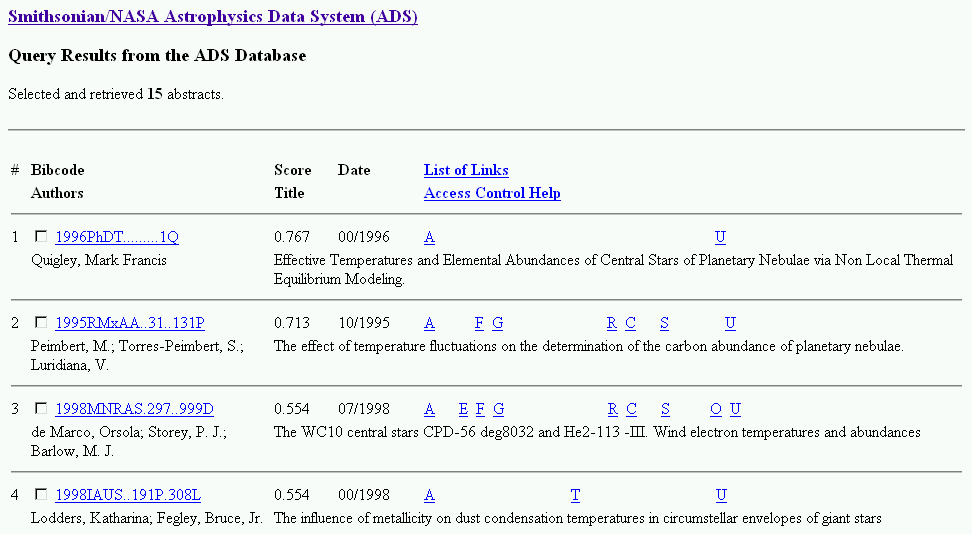
ADSの検索結果ページのスクリーンショット。"A"、"F"、"G"、"C"、"R"などの文字は、その論文の要旨、全文（PDF）、静止画像（GIF）、引用先、参考文献などへのリンクとなっている。

ADSは、論文の要旨や本文を読むために考案されたものだが、検索結果ではたくさんの付加的な情報を提供している。表示された論文要旨は、データベース内のその論文が参照した、或いはその論文を引用した他の論文、もしあればその論文のプレプリントへ、リンクしている。また、その論文を読んだ利用者の多くが他にも読んでいる"Also-Read"論文へのリンクもある。つまり、ある論文のテーマに関心がある天文学者にとって、どの論文が特に興味深いかは、ADS利用者が決められるということである。
他にも、SIMBADとNASA/IPAC系外天体データベースの天体名データベースへのリンクもあり、利用者はその論文が扱う天体の基礎的なデータを素早く見ることができ、それらの天体に関する論文を探すこともできる。

## 天文学への影響
ADSは、殆どの天文学者が研究に利用しており、ADSが天文学を如何に効率化したかを量的に見積もる研究もおこなわれている。2000年には常勤研究者1人の1年間の研究時間相当（約2,000時間）で333人分と見積もられ、2002年の別の推計では常勤研究者736人分、或いはフランス全体で行われる天文学研究に匹敵するとされている。ADSは、それまで何日も、或いは何週間もかかっていた文献捜索を数秒で終わらせることができ、ADSが誕生する前と比べて天文学論文の読者・利用者を3倍に増やしたと見積もられる。
経済的な指標で言うと、この効率化はたいへんな価値になる。天文学の研究者は、世界におよそ1万2000人いるとされ、そうだとするとADSは全天文学者の約5%と等価である。全世界における天文学の研究資金は、40-50億USドルと推定され、ADSの価値は年間約2-2.5億USドルに上る。ADSの運営経費は、これに比べたら微々たるものである。
ADSが天文学者にとってどれ程重要かは国連も認識しており、国連総会でもADSの働きと成果、とりわけ国連宇宙空間平和利用委員会の報告にある、開発途上国の天文学者への貢献が、賞賛された。また、ハーバード・スミソニアン天体物理学センターの外部監査委員会が2002年に出した報告では、「天文学文献の利用に革命を起こした」、「天体物理学センター史上最大の天文学研究への貢献」と評価された。

## ADSを活用した社会学研究
ADSは、ほぼ全世界で天文学者に利用されているため、天文学の研究が世界でどのように広がっているかを明らかにする手段にもなる。大部分の利用者は、高等教育機関からシステムに接続しており、そのIPアドレスから利用者の地理的な属性を割り出すことが簡単にできる。研究によって、国民一人当たりで最も多くADSを利用しているのは、フランスとオランダの天文学者であり、先進国（一人当たりGDPが高い国）の方が開発途上国よりも多くシステムを利用していることが明らかになった。但し、一人当たりGDPとADSの使用量は、単純な一次関数的相関とはなっていない。一人当たりのADS使用量のばらつきは、一人当たりGDPのばらつきより大きく、ある国でどのくらい基礎研究が行なわれているかを、ADSの使用量を物差しとして測ると、GDPの2乗を人口で割った数値に比例することがわかっている。
ADSの利用統計は、先進国が開発途上国よりも、天文学者が輩出しやすい傾向にあることも示唆する。ある国の基礎研究の量は、天文学者の人数に、一人当たりGDPを掛けた数値に比例している。また、ヨーロッパ文化圏の天文学者が、アジア文化圏の天文学者のおよそ3倍の量の研究を行っていることも統計的に示され、これは、天文学がその文化の中でどの程度の重要性を持つかの違いによるものと推測される。
ADSは、1975年以降単著論文の数が大幅に減り、1990年以降は50人以上の共著からなる論文が珍しくなくなったことも、明らかにしている。